# Leidbachhorn
Leidbachhorn är en bergstopp i Schweiz.   Den ligger i regionen Prättigau/Davos och kantonen Graubünden, i den östra delen av landet, 180 km öster om huvudstaden Bern. Toppen på Leidbachhorn är 2 908 meter över havet, eller 188 meter över den omgivande terrängen. Bredden vid basen är 0,98 km.
Terrängen runt Leidbachhorn är bergig norrut, men söderut är den kuperad. Närmaste större samhälle är Davos, 9,3 km norr om Leidbachhorn. 
Trakten runt Leidbachhorn består i huvudsak av gräsmarker. Runt Leidbachhorn är det mycket glesbefolkat, med 3 invånare per kvadratkilometer.